# KoralBlue Airlines
KoralBlue Airlines – nieistniejąca egipska czarterowa linia lotnicza z siedzibą w Kairze. Linie zawiesiły działalność w 2011.